# Bathyporeia nana
Bathyporeia nana är en kräftdjursart som beskrevs av Toulmond 1966. Bathyporeia nana ingår i släktet Bathyporeia och familjen Pontoporeiidae. Inga underarter finns listade i Catalogue of Life.